# 긴꼬리제비나비
긴꼬리제비나비는 호랑나비과에 속하는 나비이다.
학명은 Papilio macilentus이다.
긴꼬리제비나비는 1년에 두 번 나타나는데 봄형은 4월 중순부터 6월 초순에, 여름형은 7월 초순부터 8월 하순에 볼 수 있다. 여느 제비나비들과 마찬가지로 여름형은 봄형에 비해 몸집이 크다. 또 여름형 긴꼬리제비나비는 앞날게 바깥가장자리가 봄형에 비해 안쪽으로 약간 구부러져 있다.